# هيليارد بي جنكينز
هيليارد بي جنكينز (بالإنجليزية: Hilliard P. Jenkins)‏ هو ناشط أمريكي، ولد في 29 فبراير 1922، وتوفي في 23 أغسطس 1992.